# プリムス・バックパック
バックパック（Backpack ）は、アメリカの自動車ブランドプリムス（2001年廃止）が1995年に発表したコンセプトカー。
2人乗りの前輪駆動車で背面には自転車ラックが内蔵されていた。